# Aleksandr Todorski
Aleksandr Ivánovich Todorski (8 de septiembre de 1894 - 27 de agosto de 1965) fue un general soviético y komkor (comandante de cuerpo). Luchó para el Ejército Imperial Ruso en la I Guerra Mundial antes de pasarse a los bolcheviques en la posterior guerra civil.

## Biografía
Con el estallido de la Primera Guerra Mundial, se hizo voluntario en el ejército. Alcanzó el rango de capitán. Tras la Revolución de Febrero, fue elegido director del comité regimental, y a partir de noviembre de 1917 comandante del 5.º Cuerpo de Ejército Siberiano.
En octubre de 1920, luchó contra los rebeldes en Dagestán y en 1923, Todorsky fue enviado a Turquestán a luchar contra los Basmachi a la cabeza del 13.º Cuerpo de Rifles. En 1927, fue graduado de la Academia Militar de Frunze.
Entre 1934-1936, estuvo a la cabeza de la Academia Zhukovski de las Fuerzas Aérea y entre 1936-1938, de la Dirección de las Altas Instituciones Educativas Militares del Ejército Rojo. En el verano de 1937, su mujer fue arrestada, y después su hermano Iván, y ambos fueron fusilados en el mismo año. A principios de septiembre de 1938, Todorsky también fue arrestado, y como no admitió su culpabilidad y no dio las necesarias evidencias, fue encerrado durante 15 años en campos de trabajo. Habiendo cumplido su pena de prisión, fue enviado al exilio en el Territorio de Krasnoyarsk, donde llegó el 3 de junio de 1953. El 11 de abril de 1955, Todorsky fue convocado a Krasnoyarsk, donde se le entregó un certificado de rehabilitación, después de lo cual huyó inmediatamente a Moscú. Después de completada la rehabilitación, fue restituido en el Ejército soviético, y en 1955 se retiró con el rango de teniente general a la edad de 61 años.
En el verano de 1956, trabajó en la denominada Comisión Shvernik y llevó a cabo la liberación y rehabilitación de prisioneros del Gulag, en particular de Kazajastán.
Recibió la Orden de la Bandera Roja y la Orden de la Estrella Roja. Está enterrado en el Cementerio de Novodevichy.